# Materiał filmowy
Materiał filmowy – surowy materiał zarejestrowany przez kamerę filmową, niepoddany obróbce. W przypadku amerykańskiej wersji filmu Łowca androidów z 1982 roku, materiał filmowy wykorzystany w końcówce filmu został pierwotnie użyty w filmie Lśnienie z 1980 roku. Materiał filmowy z filmu amatorskiego nakręconego z wnętrza World Trade Center podczas zamachu z 11 września 2001 roku został sprzedany za 45 tysięcy dolarów.